# Frederick Randall
Frederick Derek Randall (ur. 5 lutego 1865 w Enfield Town, zm. 20 listopada 1946 tamże) – brytyjski lekkoatleta.
Brał udział w maratonie na Letnich Igrzyskach Olimpijskich 1900.